# Natale Vecchi
Natale Vecchi (Novellara, 29 giugno 1917 – Cagliari, 4 dicembre 1988) è stato un lottatore italiano.

## Biografia
Nato a Novellara, in provincia di Reggio Emilia, nel 1917, gareggiava nella lotta libera, nella classe di peso dei +87 kg (pesi massimi).
Nel 1949 vinse il bronzo agli Europei di Istanbul, mentre 2 anni dopo vinse la stessa medaglia ai Mondiali di Helsinki 1951, dove chiuse sul podio dietro allo svedese Bertil Antonsson e al finlandese Pauli Riihimäki.
A 35 anni partecipò ai Giochi olimpici di Helsinki 1952, nei pesi massimi, vincendo il 1º turno e passando il 2º grazie a un bye, ma perdendo il 3º e il 4º, quest'ultimo contro il sovietico Arsen Mek'ok'ishvili, poi oro.

## Palmarès

### Campionati mondiali
- 1 medaglia:
  - 1 bronzo (+87 kg a Helsinki 1951)

### Campionati europei
- 1 medaglia:
  - 1 bronzo (+87 kg a Istanbul 1949)